# Nguyễn Xuân Phúc
Nguyễn Xuân Phúc (sinh ngày 20 tháng 7 năm 1954) là một chính trị gia người Việt Nam. Ông nguyên là Chủ tịch nước Cộng hòa xã hội chủ nghĩa Việt Nam từ năm 2021 đến khi bị miễn nhiệm do phải chịu trách nhiệm chính trị của người đứng đầu gây hậu quả rất nghiêm trọng theo kết luận của Trung Ương, nguyên Ủy viên Bộ Chính trị Ban Chấp hành Trung ương Đảng Cộng sản Việt Nam các khóa XI, XII, XIII, Đại biểu Quốc hội Việt Nam các khóa XI, XIII, XIV, XV. Ông từng giữ chức vụ Thủ tướng Chính phủ nước Cộng hòa xã hội chủ nghĩa Việt Nam, Phó Chủ tịch Hội đồng quốc phòng và an ninh Việt Nam. Ông cũng đảm nhiệm ghế Chủ tịch Hội nghị cấp cao ASEAN nhiệm kỳ 2020. Nguyễn Xuân Phúc gia nhập Đảng Cộng sản Việt Nam từ ngày 12 tháng 11 năm 1983.
Ông Nguyễn Xuân Phúc đã lần lượt kinh qua các chức vụ trong Đảng và Nhà nước, tham gia Bộ Chính trị lần đầu tiên vào năm 2011 sau Đại hội Đảng lần thứ XI. Ngày 7 tháng 4 năm 2016, ông Phúc trở thành Thủ tướng thứ 8 của Chính phủ Việt Nam.
Vào ngày 5 tháng 4 năm 2021, Nguyễn Xuân Phúc trở thành Chủ tịch nước thứ 11 của Nhà nước Việt Nam.
Ngày 18 tháng 1 năm 2023, tại Kỳ họp bất thường lần thứ 3, Quốc hội đã bỏ phiếu thông qua việc miễn nhiệm chức vụ chủ tịch nước nhiệm kỳ 2021 - 2026 và cho thôi làm nhiệm vụ đại biểu Quốc hội khóa XV đối với ông Nguyễn Xuân Phúc, khiến ông trở thành nguyên thủ quốc gia cũng như lãnh đạo chủ chốt (Tứ trụ) đầu tiên bị cho thôi chức sau khi Trung Ương kết luận là phải chịu trách nhiệm chính trị của người đứng đầu, gây hậu quả rất nghiêm trọng. Trước đó, 17 tháng 1 năm 2023, Trung ương đã chấp thuận cho ông Nguyễn Xuân Phúc thôi giữ các chức vụ Ủy viên Bộ Chính trị, Ủy viên Trung ương Đảng khóa 13, Chủ tịch nước, Chủ tịch Hội đồng Quốc phòng, an ninh nhiệm kỳ 2021–2026 do phải chịu trách nhiệm chính trị của người đứng đầu khi để nhiều cán bộ, trong đó có 2 phó thủ tướng, 3 bộ trưởng có vi phạm, khuyết điểm, gây hậu quả rất nghiêm trọng; 2 phó thủ tướng đã xin thôi giữ các chức vụ, 2 bộ trưởng và nhiều cán bộ bị xử lý hình sự. Nguyên nhân ông từ chức được cho là cấp dưới của ông dính phải bê bối tham nhũng trong Vụ sai phạm tại Công ty cổ phần Công nghệ Việt Á và Vụ chuyến bay "giải cứu" công dân trở về nước do đại dịch COVID-19.
Ngày 13 tháng 12 năm 2024, ông trở thành Nguyên thủ quốc gia và Thủ tướng đầu tiên bị thi hành kỷ luật khi ông bị Bộ Chính trị kỷ luật cảnh cáo do đã vi phạm quy định của Đảng, Nhà nước trong thực hiện chức trách, nhiệm vụ được giao, trong phòng, chống tham nhũng, tiêu cực; vi phạm quy định những điều đảng viên không được làm và trách nhiệm nêu gương; gây hậu quả nghiêm trọng, dư luận xấu, ảnh hưởng đến uy tín của Đảng và Nhà nước.
Ngày 19/7/2025 Bộ Chính trị đã ban hành quyết định thi hành kỷ luật và bãi bỏ mọi chức vụ trong Đảng của ông Phúc do có nhiều sai phạm trong công tác lãnh đạo khi ông đảm nhiệm vai trò Thủ tướng Chính Phủ, ông Phúc là một trong 04 quan chức cấp cao của Chính Phủ Việt Nam bị bãi bỏ mọi chức vụ trong Đảng ( Nguyễn Xuân Phúc, Vương Đình Huệ, Võ Văn Thưởng, Nguyễn Thị Kim Tiến)được thông qua vào ngày 19/7/2025

## Xuất thân và giáo dục

### Thân thế
Ông sinh ngày 20 tháng 7 năm 1954 tại thôn Hương Quế, xã Quế Phú, huyện Quế Sơn, tỉnh Quảng Nam (nay là xã Xuân Phú, thành phố Đà Nẵng). Ông được gọi theo thông lệ miền Nam là Bảy do là người con thứ sáu và là con út trong gia đình.
Cha ông là Nguyễn Văn Hiền (sinh năm 1918, hiện đang sinh sống tại phường Thuận Phước, quận Hải Châu, thành phố Đà Nẵng), hoạt động cho chính quyền Việt Nam Dân chủ Cộng hòa trước năm 1954, tập kết ra Bắc theo Hiệp định Genève. Ông cùng mẹ và các anh chị ở lại quê nhà, thuở nhỏ theo học ở trường làng. Mẹ và các anh chị của ông hoạt động bí mật cho Mặt trận Dân tộc Giải phóng miền Nam Việt Nam, một người chị của ông bị quân đội Hoa Kỳ và Việt Nam Cộng hòa giết sau một trận đánh vào năm 1965. Năm 1966, mẹ ông cũng bị giết. Ông sống cùng người chị gái tại quê nhà một thời gian, sau đó được những người đồng chí của cha mẹ ông bí mật đưa ra Bắc học theo chế độ của học sinh miền Nam (năm 1967).
Ông hiện sống tại phường Thuận Phước, quận Hải Châu, thành phố Đà Nẵng và khi làm việc tại Hà Nội ông cư trú ở Nhà công vụ số 11 Chùa Một Cột, phường Điện Biên, quận Ba Đình, thành phố Hà Nội.

### Giáo dục
Nguyễn Xuân Phúc theo học phổ thông cơ sở ở quê nhà Quảng Nam, Đà Nẵng. Giai đoạn 1966 – 1968, ông lên Chiến khu cách mạng, được Đảng đưa ra miền Bắc đào tạo. Ông theo học phổ thông, đồng thời là Bí thư Đoàn trường cấp III những năm 1968 – 1972, tốt nghiệp giáo dục phổ thông 10/10 năm 1972.
Từ năm 1973, ông ra thủ đô Hà Nội, theo học tại Đại học Kinh tế Quốc dân, tham gia hoạt động trong phong trào Đoàn thanh niên, từng làm Bí thư Chi đoàn. Đến năm 1978, ông tốt nghiệp Cử nhân kinh tế Trường Đại học Kinh tế quốc dân Hà Nội với chứng chỉ ngoại ngữ Anh văn B, Nga văn B. Những năm 1990, ông theo học ngành Quản lý hành chính Nhà nước tại Học viện Hành chính Quốc gia. Đến năm 1996, ông được cử theo học ngành Quản lý Kinh tế tại Đại học Quốc gia Singapore.
Ngày 12 tháng 5 năm 1982, ông được kết nạp vào Đảng Cộng sản Việt Nam, chính thức là ngày 12 tháng 11 năm 1983.

## Sự nghiệp địa phương

### Tỉnh Quảng Nam – Đà Nẵng
Sau khi tốt nghiệp đại học năm 1978, Nguyễn Xuân Phúc trở về quê nhà và được nhận vào làm việc tại tỉnh nhà (bấy giờ là Quảng Nam – Đà Nẵng). Từ năm 1980 đến 1993, ông lần lượt công tác với các chức vụ Cán bộ Ban Quản lý kinh tế tỉnh Quảng Nam – Đà Nẵng, Chuyên viên, Phó Văn phòng rồi Chánh Văn phòng Ủy ban Nhân dân tỉnh Quảng Nam – Đà Nẵng. Sau đó, ông được bổ nhiệm làm Bí thư Đảng ủy Cơ quan, Đảng ủy viên Đảng ủy khối Dân Chính Đảng Quảng Nam – Đà Nẵng khóa I, II, Chủ tịch Hội khoa học kinh tế Quảng Nam – Đà Nẵng.
Năm 1993, ông được bổ nhiệm làm Giám đốc Sở Du lịch Ủy ban Nhân dân tỉnh Quảng Nam – Đà Nẵng. Từ năm 1993 đến 1996, ông lần lượt giữ các chức vụ Giám đốc Sở Du lịch, Giám đốc Sở Kế hoạch và Đầu tư tỉnh Quảng Nam – Đà Nẵng, Tỉnh ủy viên khóa XV, XVI tỉnh Quảng Nam – Đà Nẵng.

### Tỉnh Quảng Nam
Năm 1997, tỉnh Quảng Nam – Đà Nẵng được chia tách thành tỉnh Quảng Nam và thành phố Đà Nẵng, thành phố trực thuộc trung ương, ông được phân công công tác ở Quảng Nam. Từ năm 1997 đến 2001, ông là Ủy viên Ban Thường vụ Tỉnh ủy khóa XVII, XVIII, Phó Chủ tịch rồi Phó Chủ tịch Thường trực Ủy ban Nhân dân tỉnh Quảng Nam kiêm Trưởng ban Quản lý các Khu công nghiệp tỉnh Quảng Nam, đại biểu Hội đồng nhân dân tỉnh khóa VI; kiêm Chủ tịch Liên minh Hợp tác xã tỉnh Quảng Nam.
Năm 2001, Nguyễn Xuân Phúc được bầu làm Phó Bí thư Tỉnh ủy, Chủ tịch Ủy ban Nhân dân tỉnh Quảng Nam. Ông cũng kiêm nhiệm Chủ tịch Liên hiệp các Hội Khoa học kỹ thuật tỉnh Quảng Nam – một liên hiệp khoa học kỹ thuật kết nối trí thức tỉnh. Thời gian này, ông bắt đầu lãnh đạo lĩnh vực hành pháp quê nhà Quảng Nam, thực thi pháp luật, phát triển tỉnh.
Giai đoạn 2004 – 2006, ông tiếp tục cương vị là Phó Bí thư Tỉnh ủy Quảng Nam khoá XIX; Chủ tịch Ủy ban Nhân dân tỉnh, Bí thư Ban Cán sự Đảng ủy ban Nhân dân tỉnh Quảng Nam khoá VII; Đại biểu Hội đồng nhân dân tỉnh Quảng Nam khoá VII.

## Sự nghiệp Trung ương

### Văn phòng Chính phủ Việt Nam
Tháng 3 năm 2006, Thủ tướng Phan Văn Khải bổ nhiệm Nguyễn Xuân Phúc làm Phó Tổng Thanh tra Chính phủ, tương đương cấp Thứ trưởng. Tại Đại hội Đại biểu toàn quốc lần thứ X của Đảng năm 2006, ông được bầu làm Ủy viên Ban Chấp hành Trung ương Đảng Cộng sản Việt Nam. Tháng 6 năm 2006, ông được điều động sang giữ chức vụ Phó Bí thư Đảng ủy, Phó Chủ nhiệm Thường trực Văn phòng Chính phủ. Đến tháng 8 năm 2007, ông được Quốc hội phê chuẩn giữ chức vụ Bộ trưởng, Chủ nhiệm Văn phòng Chính phủ Việt Nam. Ông công tác ở vị trí phụ tá Chính phủ Việt Nam những năm 2007 – 2011.

### Phó Thủ tướng Việt Nam

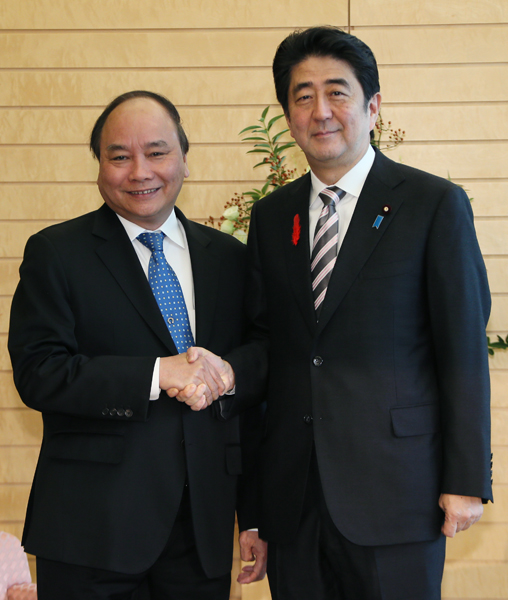
Thủ tướng Nhật Bản Abe Shinzō tiếp ông Nguyễn Xuân Phúc vào năm 2014.

Tháng 1 năm 2011, tại Đại hội Đại biểu toàn quốc lần thứ XI của Đảng Cộng sản Việt Nam, Nguyễn Xuân Phúc được tái cử vào Ban Chấp hành Trung ương Đảng Cộng sản Việt Nam khóa XI, được bầu vào Bộ Chính trị Ban Chấp hành Trung ương Đảng Cộng sản Việt Nam, trở thành Ủy viên Bộ Chính trị Ban Chấp hành Trung ương Đảng khóa XI, vị trí quan trọng lãnh đạo Đảng và Nhà nước. Sau đại hội, ông được đề cử cho vị trí Phó Thủ tướng Chính phủ. Đến ngày 03 tháng 8 năm 2011, tại Kỳ họp thứ nhất Quốc hội Khóa XIII, Nguyễn Xuân Phúc được Quốc hội phê chuẩn làm Phó Thủ tướng thường trực Chính phủ Việt Nam.
Thời kỳ 2011 – 2016, ông giữ vai trò là Phó Thủ tướng thường trực, xử lý trực tiếp các nhiệm vụ, trọng trách của Chính phủ Việt Nam cùng Thủ tướng Nguyễn Tấn Dũng và các Phó Thủ tướng chuyển giao vị trí thời điểm khác nhau như Hoàng Trung Hải (2011 – 2016), Nguyễn Thiện Nhân, Vũ Văn Ninh (2011 – 2016), Trương Hòa Bình (từ 2016), Phạm Bình Minh (từ 2013), Vương Đình Huệ (2016 – 2020), Vũ Đức Đam (từ 2013), Trịnh Đình Dũng (từ 2016).

## Đại biểu Quốc hội

### Đại biểu Quốc hội khóa XI, XIII tỉnh Quảng Nam
Năm 2001, Nguyễn Xuân Phúc được bầu làm Đại biểu Quốc hội khóa XI, Trưởng đoàn Đại biểu Quốc hội tỉnh Quảng Nam, Ủy viên Ủy ban Kinh tế – Ngân sách của Quốc hội khóa XI. Ông cũng bắt đầu là Đại biểu Quốc hội từ thời điểm này cho đến nay. Giai đoạn 2004 – 2006, ông tiếp tục là Đại biểu Quốc hội, Ủy viên Ủy ban Kinh tế – Ngân sách Quốc hội khoá XI.
Ngày 22 tháng 5 năm 2011, Nguyễn Xuân Phúc trúng cử Đại biểu Quốc hội Việt Nam khóa XIII nhiệm kì 2011 – 2016 tại đơn vị bầu cử số 02 tỉnh Quảng Nam gồm huyện Duy Xuyên, huyện Quế Sơn, huyện Nông Sơn, huyện Thăng Bình, huyện Hiệp Đức và thành phố Hội An với tỉ lệ 94,59% số phiếu hợp lệ.

### Đại biểu Quốc hội khóa XIV thành phố Hải Phòng
Ngày 22 tháng 5 năm 2016, Nguyễn Xuân Phúc trúng cử Đại biểu Quốc hội Việt Nam khóa XIII nhiệm kì 2016 – 2021 tại đơn vị bầu cử số 03 thành phố Hải Phòng gồm các quận Kiến An, Đồ Sơn, huyện An Lão, Tiên Lãng và Vĩnh Bảo với tỉ lệ 99,48% phiếu bầu tán thành.

### Đại biểu Quốc hội khóa XV thành phố Hồ Chí Minh
Ngày 23 tháng 5 năm 2021, Nguyễn Xuân Phúc trúng cử Đại biểu Quốc hội tại thành phố Hồ Chí Minh tại đơn vị bầu cử số 10 (gồm huyện Củ Chi và huyện Hóc Môn).
Chiều ngày 18 tháng 1 năm 2023, Quốc hội đã cho thôi làm nhiệm vụ đại biểu Quốc hội khóa XV (thuộc Đoàn đại biểu Quốc hội Thành phố Hồ Chí Minh) đối với ông Nguyễn Xuân Phúc.

## Thủ tướng Chính phủ (2016–2021)
Năm 2015, tại Hội nghị lần thứ 14, Ban Chấp hành Trung ương Đảng Cộng sản Việt Nam khóa XI, Nguyễn Xuân Phúc được đề cử là một trong các ứng viên cho chức vụ Thủ tướng Chính phủ nhiệm kỳ 2016 – 2021, kế nhiệm Thủ tướng Nguyễn Tấn Dũng. Ông trở thành Thủ tướng đầu tiên của Việt Nam sinh ra sau thời kỳ Chiến tranh Đông Dương. Đến tháng 1 năm 2016, tại Đại hội Đại biểu toàn quốc lần thứ XII của Đảng Cộng sản Việt Nam, ông được bầu lại vào Ban Chấp hành Trung ương Đảng Cộng sản Việt Nam khóa 12, tái đắc cử Ủy viên Bộ Chính trị.
Ngày 07 tháng 4 năm 2016, với số phiếu tán thành là 446 phiếu, chiếm 90% đại biểu, Nguyễn Xuân Phúc trúng cử chức vụ Thủ tướng Chính phủ, kế nhiệm Nguyễn Tấn Dũng điều hành Chính phủ Việt Nam. Đến ngày 13 tháng 6 năm 2016, ông thôi giữ chức Chủ tịch Ủy ban An toàn Giao thông Quốc gia, kế nhiệm ông là Phó Thủ tướng Trương Hòa Bình.
Thủ tướng Nguyễn Xuân Phúc có ba trợ lý là Đỗ Ngọc Huỳnh, Bùi Huy Hùng, Cao Xuân Thành và hai Thư ký Thủ tướng là Cấn Đình Tài và Nguyễn Hoàng Anh. Đến cuối năm 2008, ông bổ nhiệm thêm Nguyễn Duy Hưng làm Trợ lý, có tất cả bốn trợ lý, đều cấp hàm Vụ trưởng. Với công tác lãnh đạo Chính phủ, chỉ huy hành pháp Nhà nước, tính đến cuối nhiệm kỳ, đầu năm 2021 ông phối hợp cộng tác với các Phó Thủ tưởng Trương Hòa Bình, Phạm Bình Minh, Trịnh Đình Dũng và Vũ Đức Đam.
Trong giai đoạn 2016 – 2021, Thủ tướng Nguyễn Xuân Phúc lãnh đạo Chính phủ Việt Nam, đối mặt với nhiều sự kiện lớn của đất nước, bao gồm động lực phát triển kinh tế – xã hội, sự biến thiên tai, dịch bệnh và khó khăn chung của cả nước.

### Chương trình hành động
Chính phủ kiến tạo: Thủ tướng Nguyễn Xuân Phúc trong nhiệm kỳ của mình đã đề ra khái niệm Chính phủ kiến tạo mới so với Chính phủ điều hành trước đó. Chính phủ này có bốn đặc điểm chính là:
1. Chủ động thiết kế ra một hệ thống pháp luật, chính sách, thể chế tốt để nuôi dưỡng phát triển kinh tế chứ không chỉ điều hành trên những gì pháp luật có sẵn;
2. Nhà nước không làm thay thị trường;
3. Kiến thiết môi trường kinh doanh thuận lợi;

4. Siết chặt kỉ luật cán bộ, xây dựng chính quyền điện tử.

### Kinh tế

#### Tổ tư vấn kinh tế

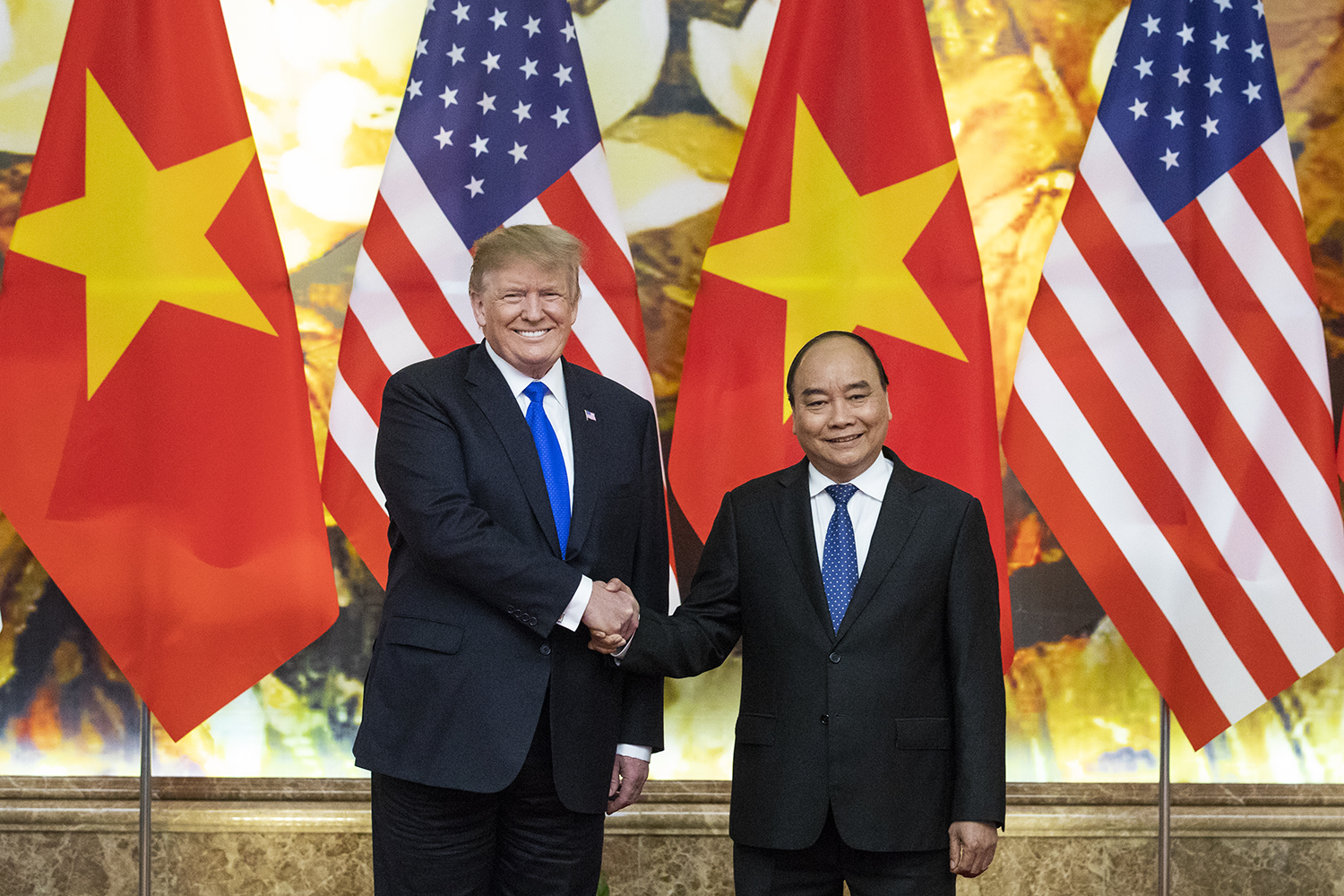
Thủ tướng Nguyễn Xuân Phúc tiếp Tổng thống Hoa Kỳ Donald Trump năm 2019 tại Hà Nội.

Với mục đích nghiên cứu, phân tích, tìm kiếm phương án phát triển kinh tế đất nước, Tổ Tư vấn kinh tế của Thủ tướng Chính phủ Nguyễn Xuân Phúc nhiệm kì 2016 – 2021 được thành lập với 15 người, sau đó vào cuối tháng 11 năm 2017 bổ sung thêm một thành viên là Trần Hoàng Ngân. Tháng 4 năm 2018, Nguyễn Xuân Thắng xin rút, Tổ tư vấn còn 15 thành viên. Danh sách Tổ tư vấn gồm có:
1. Vũ Viết Ngoạn, Tiến sĩ Tài chính (Hoa Kỳ, hệ từ xa), nguyên Chủ tịch Ủy ban Giám sát Tài chính Quốc gia được bổ nhiệm làm Tổ trưởng Tổ Tư vấn.
2. Trần Ngọc Anh, Phó Giáo sư, Tiến sĩ Chính sách công (Hoa Kỳ), Đại học Indiana (Mỹ).
3. Vũ Thành Tự Anh, Tiến sĩ Kinh tế học (Hoa Kỳ), Giám đốc Trường Chính sách công và Quản lý thuộc Đại học Fulbright Việt Nam.
4. Vũ Bằng, Tiến sĩ Kinh tế, nguyên Chủ tịch Ủy ban Chứng khoán Nhà nước.
5. Nguyễn Đình Cung, Tiến sĩ Kinh tế (Việt Nam), Viện trưởng Viện Nghiên cứu quản lý kinh tế Trung ương.
6. Trần Thọ Đạt, Giáo sư, Tiến sĩ Kinh tế (Úc) và Tiến sĩ Thống kê (Việt Nam), Hiệu trưởng Đại học Kinh tế Quốc dân.
7. Nguyễn Đức Khương, Giáo sư, Tiến sĩ Tài chính (Pháp), Phó Giám đốc, Trưởng khoa Tài chính, Học viện Quản lý và Quản trị kinh doanh (Pháp).
8. Vũ Minh Khương, Phó Giáo sư, Tiến sĩ về Chính sách và Kinh tế (Đại học Harvard, Hoa Kỳ), Đại học Quốc gia Singapore.
9. Trần Du Lịch, Tiến sĩ Kinh tế, nguyên Viện trưởng Viện kinh tế Thành phố Hồ Chí Minh.
10. Trương Văn Phước, Tiến sĩ Kinh tế (Việt Nam), Quyền Chủ tịch Ủy ban Giám sát Tài chính Quốc gia.
11. Nguyễn Xuân Thắng, Giáo sư, Tiến sĩ Kinh tế, Giám đốc Học viện Chính trị Quốc gia Hồ Chí Minh (ông rút khỏi Tổ Tư vấn Kinh tế của Thủ tướng từ tháng 4 năm 2018[22]).
12. Trần Đình Thiên, Phó Giáo sư, Tiến sĩ Kinh tế chính trị (Liên Xô), Viện trưởng Viện Kinh tế Việt Nam.
13. Trần Văn Thọ, Giáo sư, Tiến sĩ Kinh tế (Nhật), Đại học Waseda (Nhật Bản).
14. Nguyễn Quang Thuấn, Giáo sư, Tiến sĩ Kinh tế (Nga), Chủ tịch Viện Hàn lâm Khoa học xã hội Việt Nam.
15. Trần Hoàng Ngân, Phó Giáo sư, Tiến sĩ Kinh tế (Việt Nam), Giám đốc Học viện cán bộ Thành phố Hồ Chí Minh.
16. Bùi Quang Vinh, nguyên Bộ trưởng Bộ Kế hoạch và Đầu tư.

#### Kinh tế Việt Nam 2016-2021
Kinh tế Việt Nam giữ được đà tăng trưởng cao, duy trì ổn định kinh tế vĩ mô, kiểm soát lạm phát, tạo môi trường thuận lợi thúc đẩy tăng trưởng kinh tế. Tăng trưởng GDP bình quân giai đoạn năm 2016 đến năm 2019 đạt 6,8%, năm 2020 do ảnh hưởng của dịch Covid-19 nhưng Việt Nam vẫn tăng trưởng 2,91% là nước duy nhất có tăng trưởng dương trong 6 nền kinh tế lớn tại Đông Nam Á. Nợ công giảm từ khoảng 64,5% GDP vào đầu nhiệm kỳ xuống còn 55,3% GDP và được cơ cấu lại bền vững, an toàn hơn, chuyển dần từ vay nước ngoài sang vay trong nước với kỳ hạn dài hơn và chi phí thấp hơn, nợ xấu còn 3%. Dự trữ ngoại hối đạt kỷ lục gần 100 tỷ USD, thu hút mạnh đầu tư trong và ngoài nước, phát triển mạnh kinh tế tư nhân.

### Đại dịch COVID-19

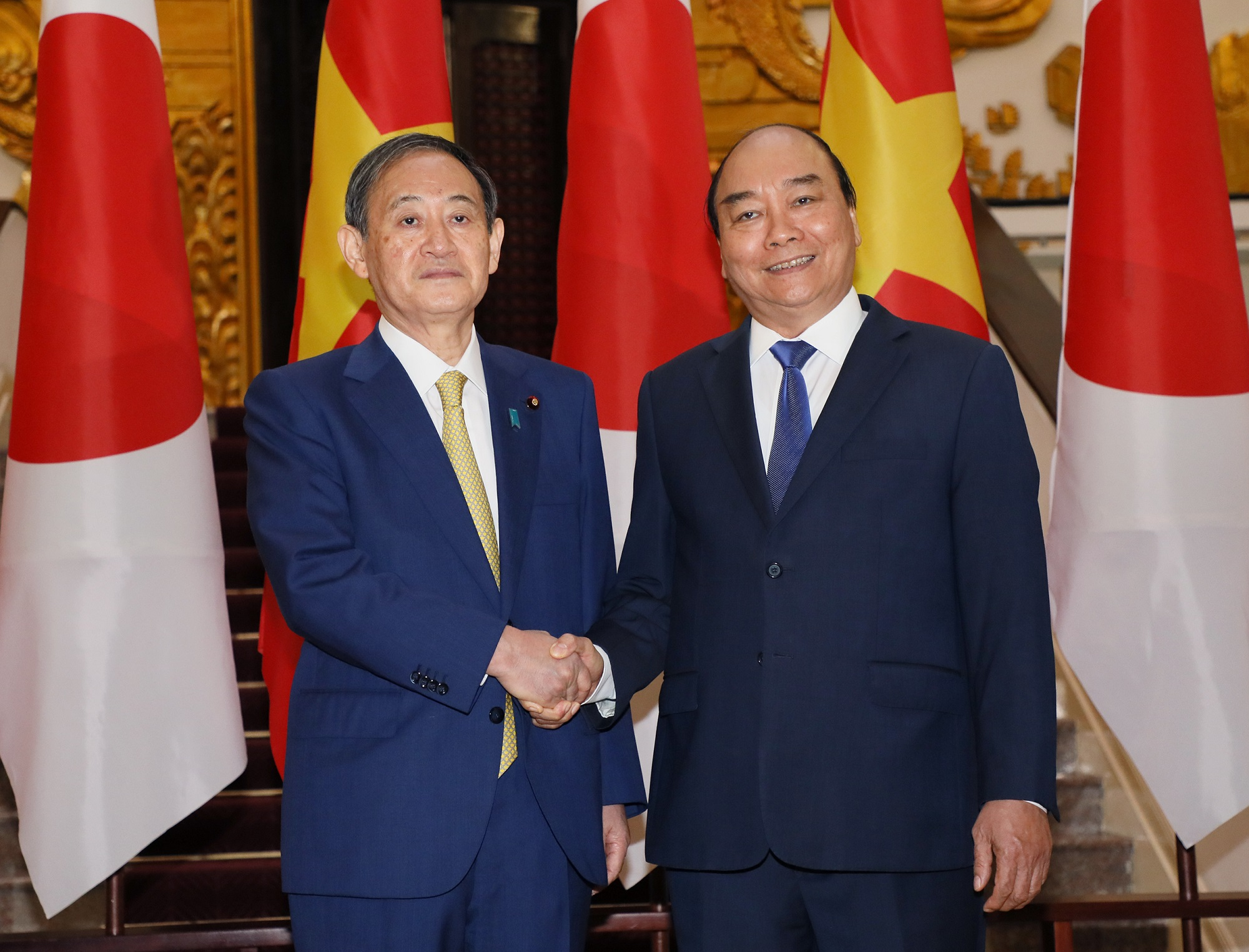
Thủ tướng Nguyễn Xuân Phúc tiếp Thủ tướng Nhật Bản Suga Yoshihide trong chuyến thăm cuối năm 2020.

Cuối năm 2019 – đầu 2020, Đại dịch COVID-19 bùng phát từ Trung Quốc và lan ra thế giới. Tại Việt Nam, chính sách chống dịch được đặt ra và kiên quyết thực hiện. Thủ tướng Nguyễn Xuân Phúc lãnh đạo chung, phân công cho Phó Thủ tướng Vũ Đức Đam chỉ đạo trực tiếp. Ông chỉ thị yêu cầu mọi người dân ở tại nhà, chỉ ra ngoài trong trường hợp thật sự cần thiết như mua lương thực, thực phẩm, thuốc men, cấp cứu, làm việc tại nhà máy, cơ sở sản xuất, cơ sở kinh doanh dịch vụ, hàng hóa thiết yếu không bị đóng cửa, dừng hoạt động và các trường hợp khẩn cấp khác; thực hiện nghiêm việc giữ khoảng cách tối thiểu 2,0 m khi giao tiếp; không tập trung quá hai người ngoài phạm vi công sở, trường học, bệnh viện và tại nơi công cộng. Ngày 01 tháng 4 năm 2020, Thủ tướng Nguyễn Xuân Phúc công bố dịch Covid-19 trên toàn quốc.
Đối với Biện pháp hỗ trợ người dân, ngày 9 tháng 4 năm 2020, Thủ tướng Nguyễn Xuân Phúc ban hành nghị quyết về các biện pháp hỗ trợ người dân gặp khó khăn do đại dịch Covid-19 để nhằm chia sẻ những khó khăn, bảo đảm cuộc sống của nhân dân, người lao động cả nước, góp phần ổn định xã hội.
Ngày 24 tháng 4 năm 2020, ông tiếp tục ban hành chỉ thị về tiếp tục thực hiện các biện pháp phòng, chống dịch COVID-19 trong tình hình mới, đồng thời khởi động lại và tiếp tục phát triển kinh tế, bảo đảm an sinh và ổn định xã hội.

### Môi trường

#### Lũ lụt miền Trung năm 2020
Từ tháng 10 năm 2020, thiên tai lũ lụt miền Trung năm 2020 diễn ra hay còn được gọi là Lũ chồng lũ, Lũ lịch sử, là một đợt bão, lũ lụt khắp miền Trung Việt Nam, tập trung chủ yếu ở các tỉnh Nghệ An, Hà Tĩnh, Quảng Bình, Quảng Trị, Thừa Thiên Huế của Bắc Trung Bộ, một phần Nam Trung Bộ gồm Đà Nẵng, Quảng Nam, Quảng Ngãi, Bình Định, Phú Yên và Bắc Tây Nguyên. Đây được xem là một đợt lũ lụt lịch sử mới, được đặt mức báo động IV, thuộc về cấp bậc thiên tai nguy hiểm, rủi ro rất lớn của Việt Nam, ảnh hưởng sâu rộng và tác động gây tổn thất, thiệt hại toàn khu vực, phá hủy, trì hoãn và đẩy ngược nền kinh tế – xã hội của miền Trung Việt Nam. Với vai trò là lãnh đạo tối cao của Chính phủ hành pháp, Thủ tướng Nguyễn Xuân Phúc đã chỉ huy phương án đối phó thiên tai, giúp miền Trung vượt qua khó khăn, phân công cho các cơ quan Nhà nước, Trung ương, địa phương trực tiếp ứng phó, với phương châm: đoàn kết cả nước cùng hướng về miền Trung.

### Thành tích nổi bật
- Xây dựng được Chính phủ kiến tạo, liêm chính, hành động.[28]
- Vai trò và uy tín quốc tế của Việt Nam ngày càng vững chắc.[29]

## Chủ tịch nước (2021–2023)

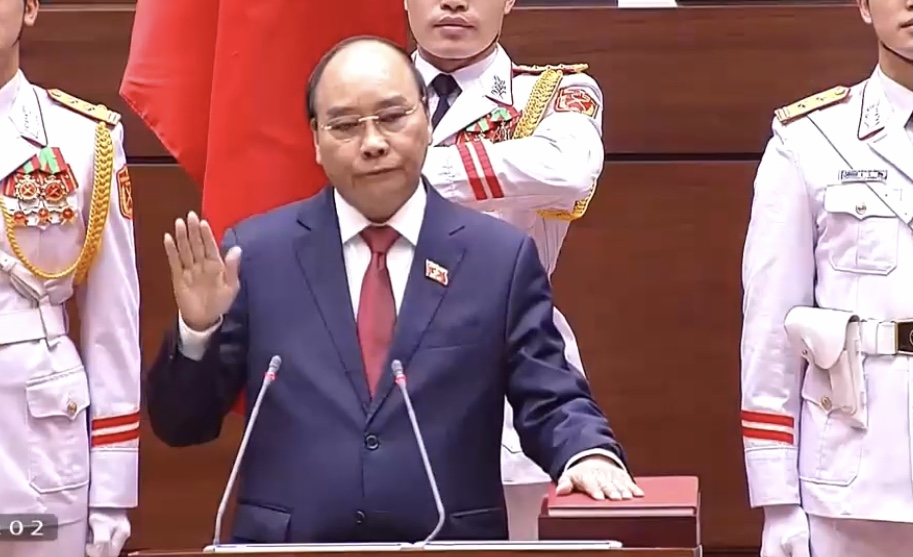
Ông Nguyễn Xuân Phúc tuyên thệ nhậm chức

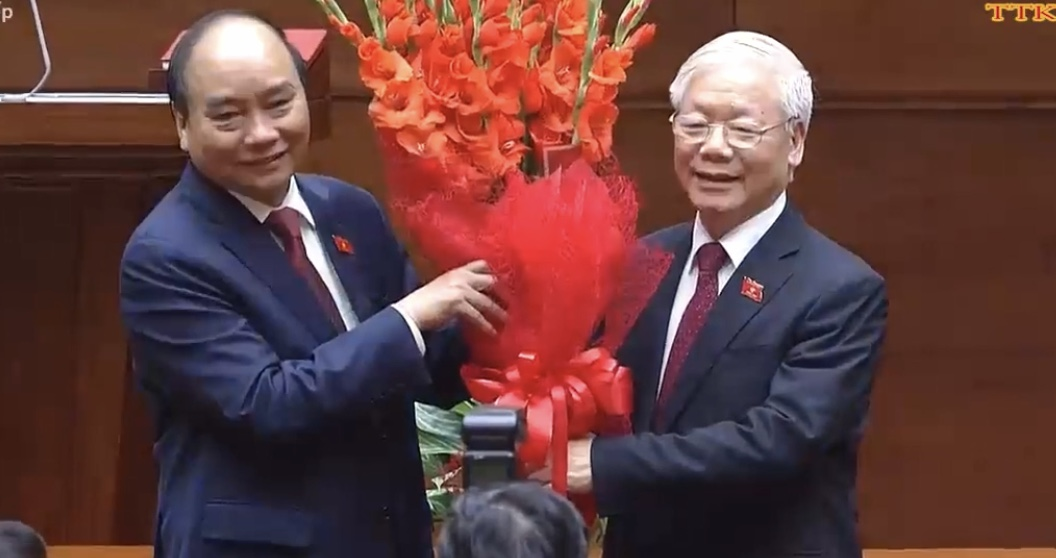
Tân Chủ tịch nước Nguyễn Xuân Phúc tặng hoa cho Chủ tịch nước vừa mãn nhiệm Nguyễn Phú Trọng

Ngày 2 tháng 4 năm 2021, Quốc hội Việt Nam phê chuẩn việc miễn nhiệm chức danh Thủ tướng đối với ông bằng hình thức bỏ phiếu kín với 446/452 phiếu tán thành (chiếm 92,92%) để chuẩn bị bầu ông vào vị trí Chủ tịch nước. Nguyễn Xuân Phúc vẫn tiếp tục nhiệm vụ Thủ tướng Chính phủ đến ngày 5 tháng 4 năm 2021 sau khi Quốc hội bầu Thủ tướng mới thì nghị quyết miễn nhiệm chức vụ Thủ tướng đối với ông mới có hiệu lực thi hành.
Sáng ngày 5 tháng 4 năm 2021, ông được Quốc hội bầu giữ chức Chủ tịch nước với số phiếu tuyệt đối 468/468 đại biểu. Sau đó vào 9 giờ sáng cùng ngày, Nguyễn Xuân Phúc tuyên thệ nhậm chức Chủ tịch nước, khiến ông trở thành thủ tướng đầu tiên được bầu giữ chức vụ Chủ tịch nước kể từ năm 1945 đến nay.
Ngày 26/7/2021 ông được Quốc hội bầu giữ chức Chủ tịch nước Cộng hòa Xã hội Chủ nghĩa Việt Nam nhiệm kỳ 2021–2026 với tỷ lệ 96,79% (483/483 đại biểu có mặt biểu quyết tán thành, tổng số đại biểu Quốc hội khóa XV là 499 đại biểu).
Ngày 30/8/2022, ông được phân công làm Chủ tịch danh dự của Hội Chữ thập đỏ Việt Nam

### Đại dịch COVID-19
Sáng ngày 27/5/2021, Chủ tịch nước Nguyễn Xuân Phúc phát biểu "Tôi kêu gọi các tầng lớp nhân dân, doanh nghiệp, các tổ chức, kiều bào ta ở nước ngoài... tham gia đóng góp ủng hộ để toàn dân, toàn quân ta sớm chiến thắng dịch bệnh" trong lễ phát động "Đợt cao điểm quyên góp ủng hộ phòng, chống Covid-19" do Uỷ ban Mặt trận tổ quốc Việt Nam tổ chức
Trước tình hình Thành phố Hồ Chí Minh ghi nhận hơn 85.500 ca nhiễm trong đợt dịch thứ tư, Chủ tịch nước Nguyễn Xuân Phúc yêu cầu "Thành phố cần rút kinh nghiệm sâu sắc việc chậm giãn cách mật độ dân cư khi đường phố còn đông. Bởi thực hiện không nghiêm, không kiên quyết sẽ không giải quyết được vấn đề" và chỉ đạo "Bí thư chi bộ, trưởng thôn, trưởng khu phố phải chịu trách nhiệm trước cấp ủy, chính quyền về việc để dân thiếu ăn, đói cơm lạt muối, cùng cực xảy ra ở địa phương mình" vào ngày 30/7/2021
Trong buổi làm việc tại TP. HCM vào sáng ngày 11/10/2021, Chủ tịch nước Nguyễn Xuân Phúc chỉ đạo "Các địa phương không được ngăn sông cấm chợ, cản trở các hoạt động, cản trở sự lưu thông hàng hóa dịch vụ và dịch chuyển lao động" và ông cũng cho biết "Báo chí những ngày gần đây nói rất nhiều việc chúng ta cắt khúc địa phương này, địa phương khác. Nhân đây tôi nói lại chuyện pháo đài để mọi tỉnh, huyện, xã, mọi cơ sở hiểu chuyện này, không để tình trạng ngăn sông cấm chợ xảy ra"

### Công du Liên bang Nga

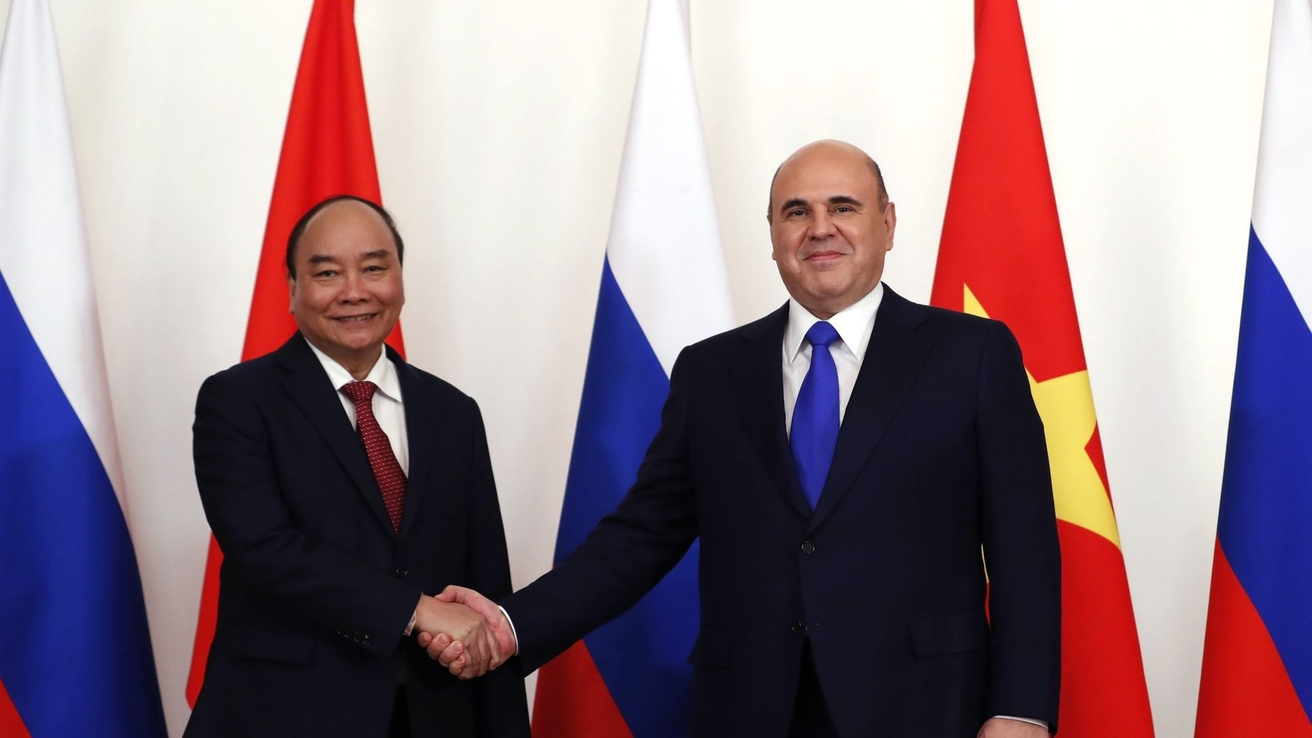
Thủ tướng Nga Mikhail Mishustin và Chủ tịch nước Nguyễn Xuân Phúc

Theo cùng ông và phu nhân là đoàn cấp cao Việt Nam đã tới sân bay Vnukovo ở thủ đô Nga Moscow, bắt đầu chuyến thăm chính thức Liên bang Nga từ ngày 29/11 đến 2/12, theo lời mời của Tổng thống Vladimir Putin.

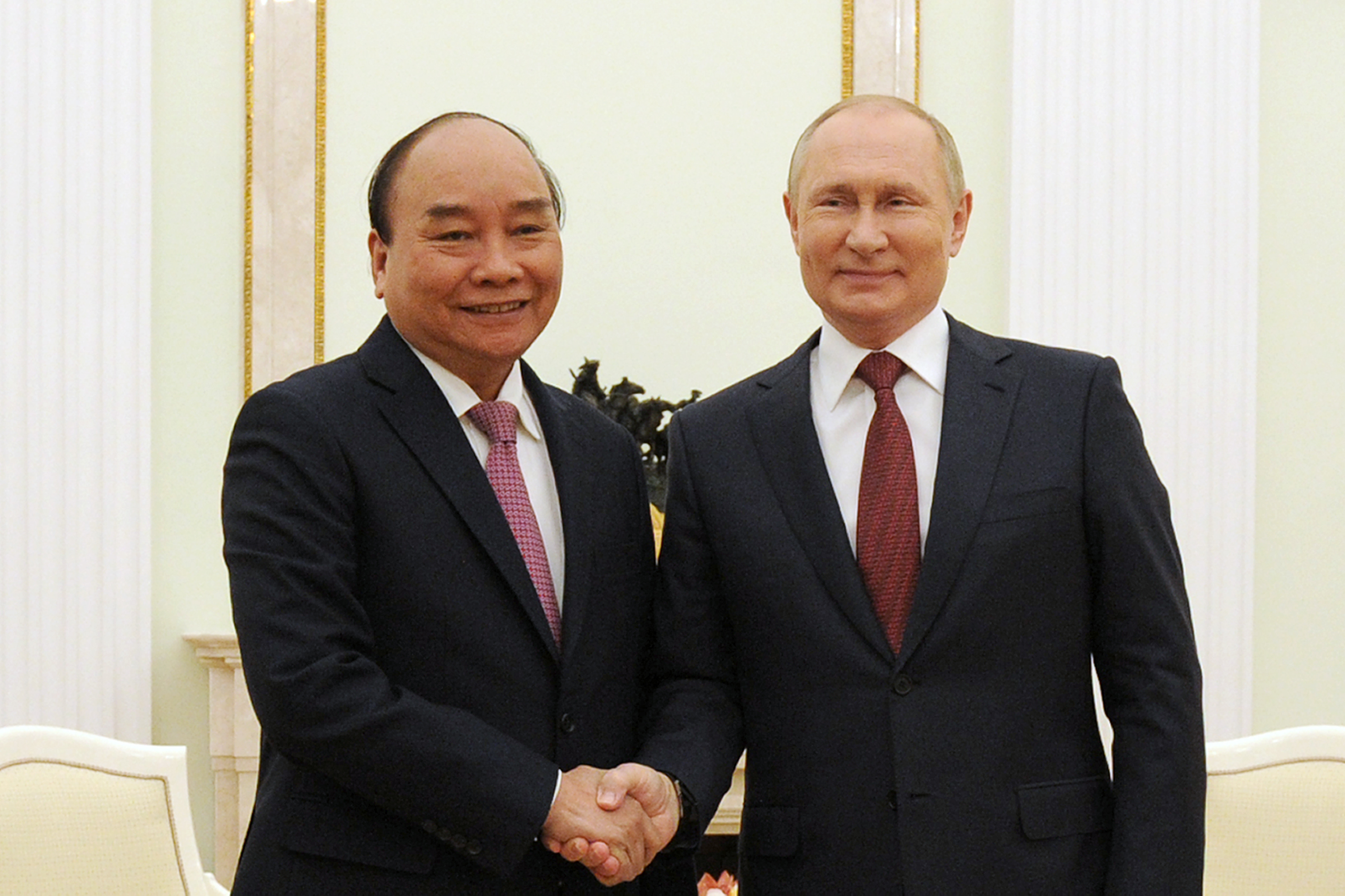
Tổng thống Nga Vladimir Putin và Chủ tịch nước Nguyễn Xuân Phúc tại điện Kremlin

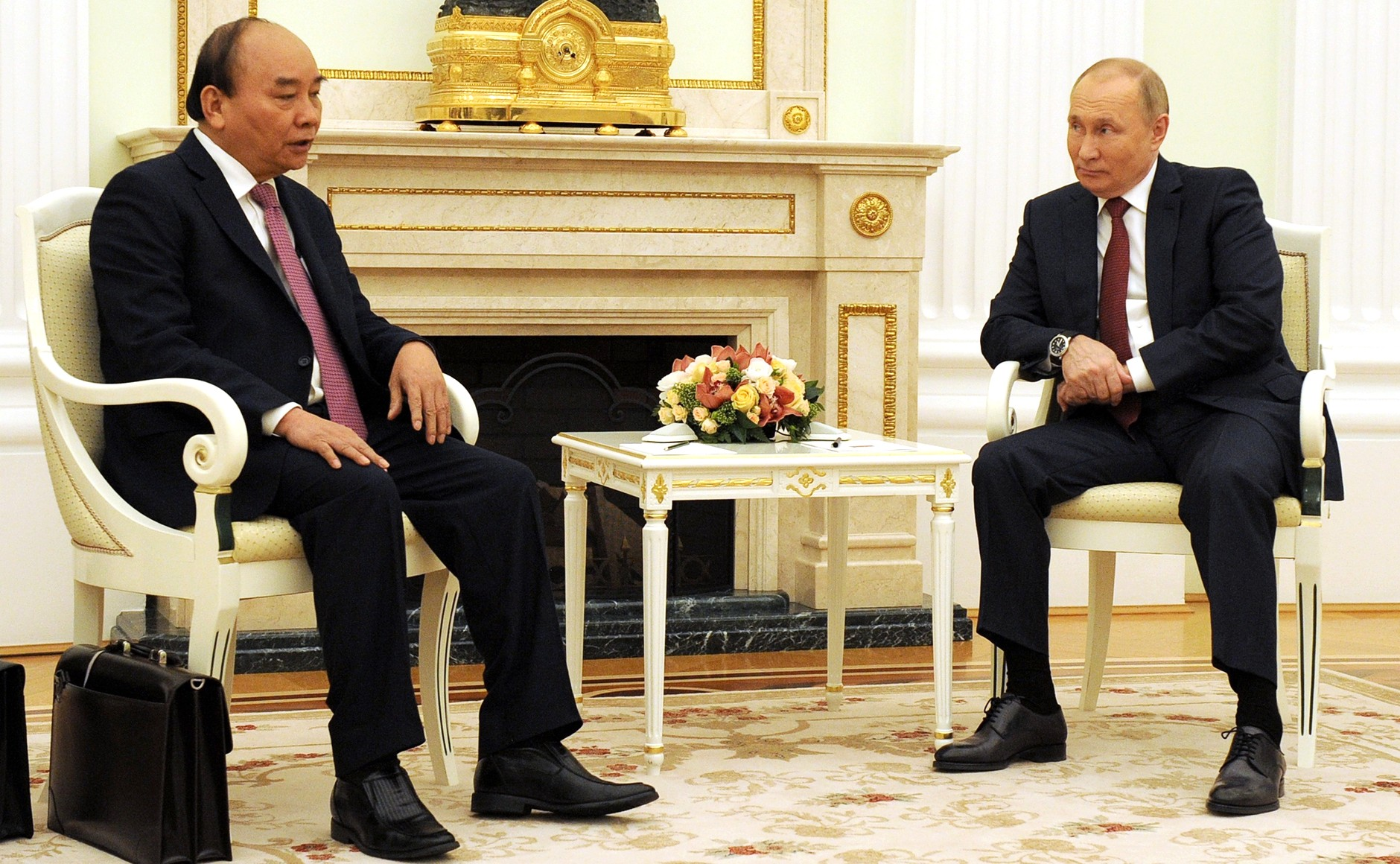
Tổng thống Vladimir Putin và ông Nguyễn Xuân Phúc hội đàm tại điện Kremlin

Mục đích chuyến thăm là tăng cường hợp tác giữa hai nước trong phòng chống đại dịch Covid-19, nhất là nghiên cứu, sản xuất vaccine, thuốc chữa bệnh và chia sẻ những kinh nghiệm phòng chống dịch bệnh.
Trong Tuyên bố chung sau đó, hai bên khẳng định cùng nhau quyết tâm tăng cường hơn nữa quan hệ Đối tác chiến lược toàn diện Việt Nam - Liên bang Nga đến năm 2030, coi việc củng cố tin cậy chiến lược là nền tảng cho việc mở rộng và tăng cường hơn nữa hợp tác song phương trên tất cả các lĩnh vực. Theo Đại sứ Việt Nam tại Liên bang Nga Đặng Minh Khôi, thời gian hội đàm giữa ông Nguyễn Xuân Phúc và ông Putin kéo dài gần 4 giờ đồng hồ là hiếm có trong các sự kiện tương tự của Tổng thống Nga.
Việt Nam và Nga ủng hộ việc thực hiện đầy đủ và hiệu quả Tuyên bố về ứng xử của các bên tại Biển Đông (DOC) năm 2002 và hoan nghênh các nỗ lực sớm thông qua Bộ quy tắc về ứng xử của các bên ở Biển Đông (COC).
Ông Nguyễn Xuân Phúc còn hội kiến với Chủ tịch Hội đồng Liên bang Nga bà Valentina Ivanovna Matviyenko,Chủ tịch Duma Quốc gia Nga ông Vyacheslav Volodin, Thủ tướng Nga ông Mikhail Vladimirovich Mishustin, Phó chủ tịch Hội đồng An ninh Liên bang Nga và là Chủ tịch Đảng nước Nga thống nhất ông Dmitry Medvedev.
Ông còn có các hoạt động khác như dâng hoa tại tượng đài Bác Hồ ở Moscow và gặp các doanh nghiệp tại Nga.

### Chính sách bơm tiền vào nền kinh tế
Vào ngày 4/1, ông nói rằng:“Nhiều nước đã rất mạnh tay tăng chi ngân sách cho phục hồi kinh tế. Chúng ta phải chấp nhận nợ công tăng, thâm hụt ngân sách và tín dụng tăng trong tầm kiểm soát. Phải bơm tiền ra nền kinh tế, giải quyết lao động phục vụ tăng trưởng”
Ông đồng ý với đề xuất trong tờ trình về tăng bội chi, vay quỹ dự trữ nguồn hối, phát hành trái phiếu, hỗ trợ thuê tiền nhà trọ cho người lao động, giảm thuế, phí, giảm trừ thu nhập chịu thuế cho doanh nghiệp, đặc biệt là bố trí vốn ngân sách nhà nước, tăng vốn điều lệ... Cùng với tăng tín dụng, giảm lãi suất tiền tệ mới tạo nên một khối lượng cần thiết để thúc đẩy phát triển nền kinh tế. Những chủ trương như vậy rất cần thiết trong lúc này, để thúc đẩy kinh tế xã hội đất nước phát triển, nhằm phục hồi tăng trưởng, thực hiện Nghị quyết Đại hội Đảng toàn quốc lần thứ XIII.
Nhận định “cầu” của nền kinh tế còn yếu, Chủ tịch nước cho rằng cần tăng tổng “cầu”, nhất là tại những lĩnh vực bị ảnh hưởng bởi dịch bệnh, những đối tượng gặp khó khăn cần được hỗ trợ như người nghèo, công nhân.
Chủ tịch nước cho rằng, việc về hỗ trợ tài khóa và tiền tệ để phát triển trong lúc khó khăn này cần thiết nhưng mà nền tảng là phải giữ kinh tế vĩ mô, nhất là chỉ tiêu lạm phát.
Đồng thời, ông lệnh cần thiết kế lại cơ chế khuyến khích và thủ tục tiếp nhận gói hỗ trợ tài khóa, tiền tệ, tín dụng cho doanh nghiệp, người dân, làm sao họ tiếp cận một cách nhanh nhất, thuận tiện nhất, chống tham ô, lãng phí tốt nhất.

### Xây dựng Nhà nước pháp quyền
Sáng 17/1, tại Thành phố Đà Nẵng, Ban chỉ đạo xây dựng Đề án “Chiến lược xây dựng và hoàn thiện Nhà nước pháp quyền XHCN Việt Nam đến năm 2030, tầm nhìn đến năm 2045” tổ chức Hội thảo quốc gia với chủ đề: “Tiếp tục đẩy mạnh, nâng cao hiệu quả cải cách tư pháp đáp ứng yêu cầu xây dựng và hoàn thiện nhà nước pháp quyền XHCN Việt Nam đến năm 2030, định hướng đến năm 2045”. Chủ tịch nước Nguyễn Xuân Phúc, Trưởng Ban Chỉ đạo xây dựng Đề án chủ trì Hội thảo.

### Ân giảm tử tù Đặng Văn Hiến
Ngày 15 tháng 9 năm 2022, Chủ tịch nước Nguyễn Xuân Phúc ký quyết định ân giảm với tử tù Đặng Văn Hiến từ án tử hình xuống án chung thân. Trước đó Đặng Văn Hiến đã bị tuyên án tử hình về vụ tranh chấp đất đai với công ty Long Sơn được xem là trường hợp án oan. Trước đó, Đại biểu Quốc hội Lưu Bình Nhưỡng vào năm 2019 đã có phiếu chuyển đơn gửi Tổng Bí thư, Chủ tịch nước Nguyễn Phú Trọng liên quan đến tử tù Đặng Văn Hiến. Khi nhận tin Chủ tịch nước ký quyết định ân giảm từ án tử hình xuống án chung thân, bà Khuyên nghẹn ngào nói với báo Pháp luật “Nhận tin này tôi mừng quá, vậy là chồng tôi được sống, tôi xin cảm ơn Chủ tịch nước cùng các cấp thẩm quyền, các luật sư, cơ quan báo chí đã lên tiếng…”. Theo báo Pháp luật từ năm 2018 đến nay vợ tử tù Đặng Văn Hiến và các luật sư (LS) trợ giúp pháp lý đã có nhiều đơn gửi Chủ tịch nước và các cấp thẩm quyền đề nghị: Chủ tịch nước xem xét, đánh giá lại bản chất hành vi của Đặng Văn Hiến, xin được ân giảm án tử hình.

### Từ chức và miễn nhiệm

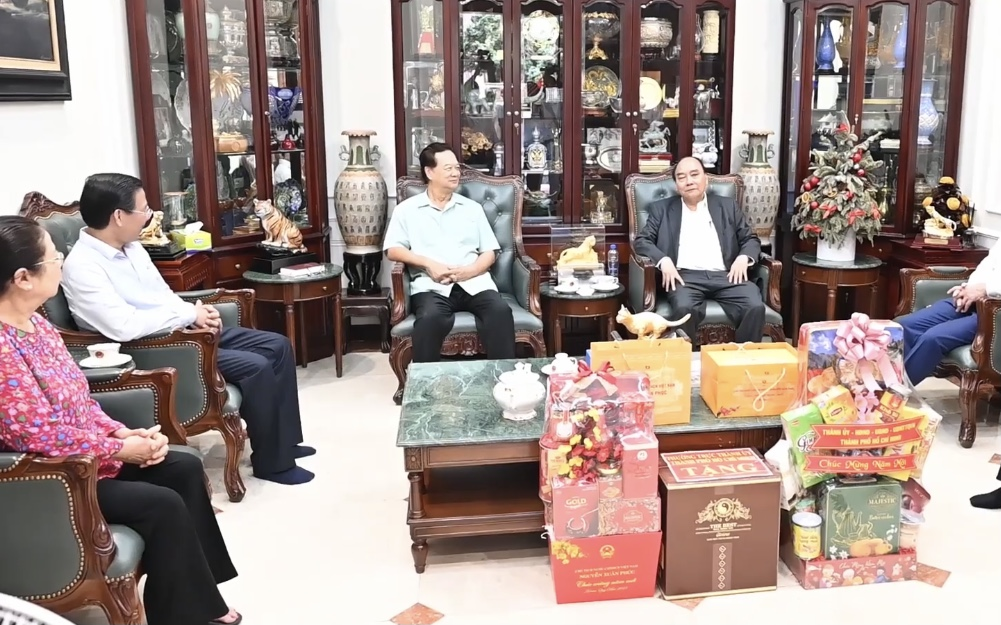
Ông Nguyễn Xuân Phúc thăm cựu Thủ tướng Nguyễn Tấn Dũng nhân dịp Tết năm 2023

Ngày 17 tháng 1 năm 2023, Trung ương Đảng đã chấp thuận cho ông Nguyễn Xuân Phúc thôi giữ các chức vụ Ủy viên Bộ Chính trị, Ủy viên Trung ương Đảng khóa 13, Chủ tịch nước, Chủ tịch Hội đồng Quốc phòng, an ninh nhiệm kỳ 2021–2026, theo nguyện vọng cá nhân. Quyết định được Ban chấp hành Trung ương đưa ra trong cuộc họp bất thường vào buổi chiều cùng ngày, sau khi thảo luận và cho ý kiến về nguyện vọng thôi giữ các chức vụ, nghỉ công tác và nghỉ hưu của ông.
Ngày 18 tháng 1 năm 2023, ông đã được Quốc hội miễn nhiệm chức Chủ tịch nước, bà Võ Thị Ánh Xuân, Phó Chủ tịch nước được phân công giữ quyền Chủ tịch nước. Ông là Chủ tịch nước có nhiệm kỳ ngắn nhất của Việt Nam cho tới thời điểm đó. Trước khi từ chức ông vẫn đi chúc tết các nguyên lãnh đạo và thăm gia đình các cố lãnh đạo, hội phật giáo.
Việc ông từ chức được cho là do chịu trách nhiệm chính trị của người đứng đầu khi để nhiều cán bộ có nhiều sai phạm như 2 Phó Thủ tướng (Vũ Đức Đam và Phạm Bình Minh), 3 Bộ trưởng (Nguyễn Thanh Long, Chu Ngọc Anh và Mai Tiến Dũng), gây những hậu quả rất nghiêm trọng. Trong số đó đã có 2 Phó Thủ tướng xin thôi chức, 2 bộ trưởng và nhiều cán bộ bị xử lý hình sự.

Ngày 4 tháng 2 năm 2023, Văn phòng Chủ tịch nước đã tổ chức lễ bàn giao công tác giữa nguyên Chủ tịch nước Nguyễn Xuân Phúc với Quyền Chủ tịch nước Võ Thị Ánh Xuân. Phát biểu tại buổi lễ, ông đã phủ định việc gia đình mình liên quan đến Vụ án Việt Á:
"Gia đình tôi, vợ, các con tôi không tư lợi, tham nhũng liên quan đến Việt Á, chưa bao giờ gặp Giám đốc Việt Á. Điều này đã được Ủy ban Kiểm tra Trung ương kết luận rõ ràng."
Tuy nhiên phát ngôn này đã bị gỡ bỏ ở các trang báo ngay sau đó.
Trước đó, ngày 20 tháng 1, Tiến sĩ Lê Hồng Hiệp, nhà nghiên cứu cao cấp về chính trị thuộc Viện Nghiên cứu Đông Nam Á (ISEAS) ở Singapore phát biểu với đài CNA rằng: "Tôi nghĩ lý do chính là vợ ông ta và một số thành viên trong gia đình ông bị cáo buộc dính líu đến một số vụ bê bối tham nhũng. Trong các tuyên bố chính thức, Đảng không đề cập đến những vấn đề tham nhũng vì tôi nghĩ Đảng muốn giữ thể diện cho ông ấy và để bảo vệ danh tiếng lẫn hình ảnh của Đảng." 

## Kỷ luật
Ngày 13 tháng 12 năm 2024, sau khi xem xét đề nghị của Uỷ ban Kiểm tra Trung ương, Bộ Chính trị nhận thấy: Ông Nguyễn Xuân Phúc, trong thời gian giữ chức vụ Uỷ viên Bộ Chính trị, Bí thư Ban cán sự Đảng, Thủ tướng Chính phủ đã vi phạm quy định của Đảng, Nhà nước trong thực hiện chức trách, nhiệm vụ được giao, trong phòng, chống tham nhũng, tiêu cực; vi phạm quy định những điều đảng viên không được làm và trách nhiệm nêu gương; gây hậu quả nghiêm trọng, dư luận xấu, ảnh hưởng đến uy tín của Đảng và Nhà nước.
Căn cứ nội dung, tính chất, mức độ, hậu quả, nguyên nhân vi phạm, Bộ Chính trị quyết định thi hành kỷ luật bằng hình thức cảnh cáo đối với ông. Ông là vị Thủ tướng đầu tiên của nhà nước Việt Nam bị thi hành kỷ luật.
Tại Hội nghị lần thứ 12 Ban Chấp hành Trung ương Đảng khóa XIII, diễn ra từ ngày 17 đến 19 tháng 7 năm 2025, Trung ương đã thống nhất và quyết định thi hành hình thức kỷ luật cách tất cả các chức vụ trong Đảng đối với ông Nguyễn Xuân Phúc. Quyết định này được đưa ra sau khi xem xét các vi phạm nghiêm trọng liên quan đến việc thực hiện chức trách nhiệm vụ, phòng chống tham nhũng, tiêu cực và trách nhiệm nêu gương – những vi phạm đã gây dư luận xấu và làm ảnh hưởng tiêu cực đến uy tín của Đảng và Nhà nước.

## Gia đình

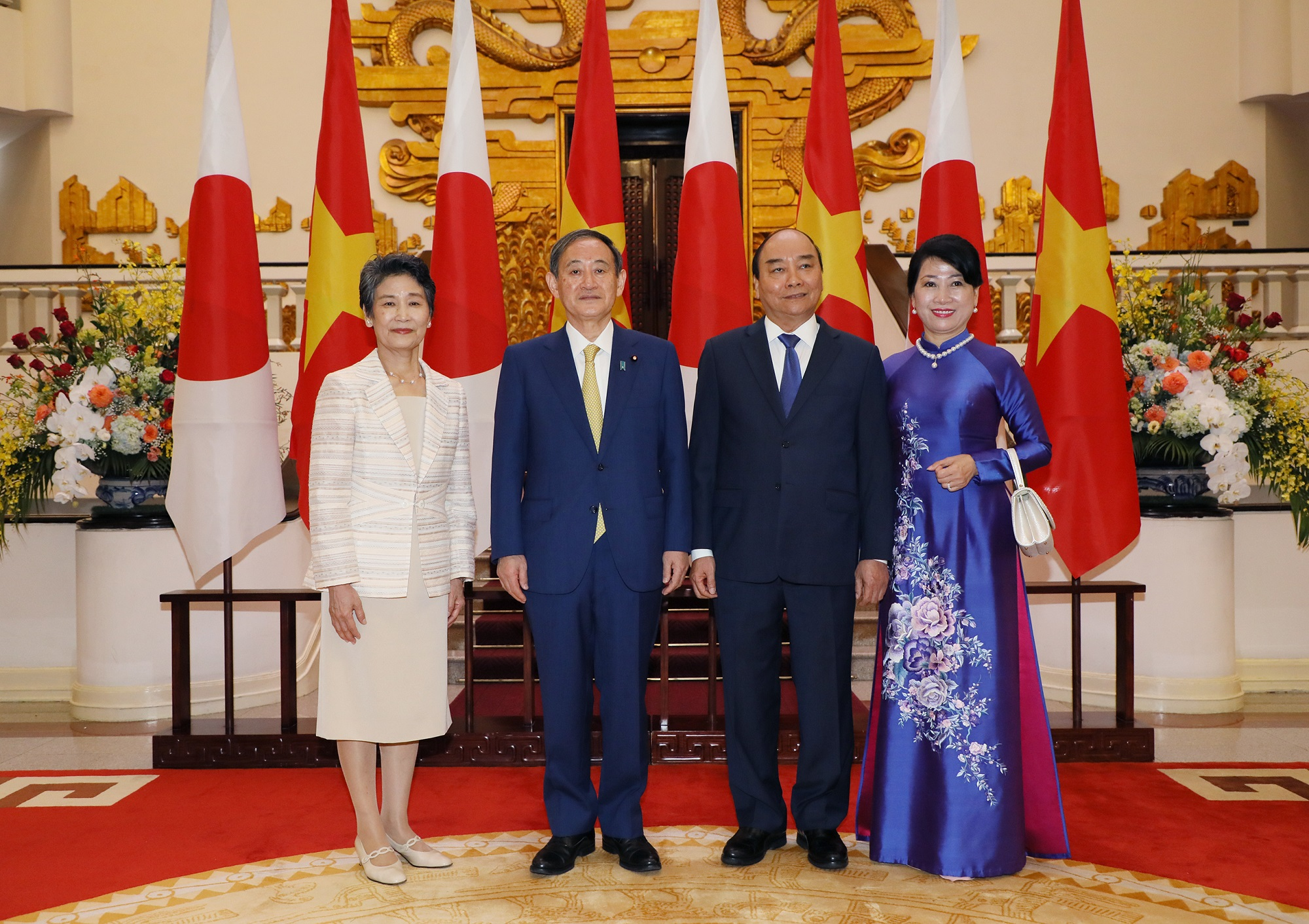
Phu nhân Trần Thị Nguyệt Thu (phải) và Nguyễn Xuân Phúc trong lễ đón Thủ tướng Nhật Bản Suga Yoshihide (thứ hai bên trái) và phu nhân thăm Việt Nam

Vợ ông là bà Trần Thị Nguyệt Thu. Ông có hai con, con gái là Nguyễn Thị Xuân Trang (sinh năm 1986, kết hôn với Vũ Chí Hùng năm 2009), hiện là doanh nhân, cổ đông lớn của trường quốc tế Gateway. Con trai ông là Nguyễn Xuân Hiếu, hiện là Phó Trưởng Ban Đoàn kết tập hợp thanh niên Trung ương Đoàn. Con rể ông, Vũ Chí Hùng hiện là Phó Tổng cục trưởng Tổng cục Thuế, Bộ Tài chính Việt Nam.
Ông có anh trai tên Nguyễn Quốc Dũng, sinh năm 1947, nguyên Viện trưởng Viện Kiểm sát nhân dân thành phố Đà Nẵng. Ông có chị gái tên Nguyễn Thị Thuyền (em kế ông Nguyễn Quốc Dũng sinh năm 1952) và một chị gái đầu đi du kích bị lính Mỹ bắn chết.

## Phong tặng
- Huân chương Vàng Quốc gia của nước CHDCND Lào (18/7/2017)[68]
- Kỷ niệm chương hoạt động Quốc hội (29/3/2021)[69]

## Câu nói nổi tiếng
| “                                                                                  | Chống dịch phải như chống giặc. | ” |
| — Thủ tướng Nguyễn Xuân Phúc phát biểu tại cuộc họp ngày ngày 27 tháng 1 năm 2020, |                                 |   |

| “                                                     | Thành tựu không chỉ đo bằng GDP, mà còn là giá trị xã hội vô hình | ” |
| — Phát biểu tại lễ nhậm chức Chủ tịch nước (5/4/2021) |                                                                   |   |

| “                                                                               | Tôi đã nói rất nhiều lần rồi, nếu như mất điện, một số đồng chí phải mất chức | ” |
| — Thủ tướng Nguyễn Xuân Phúc phát biểu tại phiên họp chính phủ tháng 3 năm 2018 |                                                                               |   |

## Hoạt động Đại biểu Quốc hội
| Ngày đắc cử         | Quốc hội khóa | Nơi ứng cử/Đoàn Đại biểu                   | Đảng phái              | Tỉ lệ            | Nghề nghiệp, chức vụ | Tuổi thắng cử | Ghi chú                                                                 |
| ------------------- | ------------- | ------------------------------------------ | ---------------------- | ---------------- | --- | ------------- | ----------------------------------------------------------------------- |
| 19 tháng 5 năm 2002 | Khóa XI       | tỉnh Quảng Nam                             | Đảng Cộng sản Việt Nam | Không có dữ liệu | Phó Bí thư tỉnh ủy; Uỷ viên Ủy ban Kinh tế và Ngân sách của Quốc hội, Chủ tịch Ủy ban nhân dân tỉnh; Trưởng Đoàn đại biểu Quốc hội tỉnh Quảng Nam | 48 tuổi       |                                                                         |
| 22 tháng 5 năm 2011 | Khóa XIII     | Đơn vị bầu cử số 2, tỉnh Quảng Nam         | Đảng Cộng sản Việt Nam | 94,59%           | Ủy viên Bộ Chính trị, Phó Bí thư Ban cán sự Đảng Chính phủ, Phó Thủ tướng Chính phủ | 57 tuổi       |                                                                         |
| 22 tháng 5 năm 2016 | Khóa XIV      | Đơn vị bầu cử số 03, thành phố Hải Phòng   | Đảng Cộng sản Việt Nam | 99,48%           | Ủy viên Bộ Chính trị, Bí thư Ban Cán sự đảng Chính phủ, Thủ tướng Chính phủ, Phó Chủ tịch Hội đồng Quốc phòng và An ninh, Ủy viên thường vụ Quân ủy Trung ương, Ủy viên thường vụ Đảng ủy Công an Trung ương, Chủ tịch Ủy ban chỉ đạo Nhà nước về Biển Đông - Hải đảo, Trưởng Ban chỉ đạo quốc gia về hội nhập quốc tế, Chủ tịch Hội đồng Thi đua - Khen thưởng Trung ương, Chủ tịch Hội đồng quốc gia Giáo dục và Phát triển nhân lực | 62 tuổi       |                                                                         |
| 23 tháng 5 năm 2021 | Khóa XV       | Đơn vị bầu cử số 10, thành phố Hồ Chí Minh | Đảng Cộng sản Việt Nam | 96,65%           | Ủy viên Bộ Chính trị; Chủ tịch nước; Chủ tịch Hội đồng Quốc phòng An ninh, Tổng tư lệnh các lực lượng vũ trang Việt Nam; Trưởng Ban Chỉ đạo Cải cách Tư pháp Trung ương; | 67 tuổi       | Thôi làm Đại biểu Quốc hội từ ngày 18 tháng 1 năm 2023 vì lý do cá nhân |